# Roderen

Roderen este o comună în departamentul Haut-Rhin din estul Franței. În 2009 avea o populație de 885 de locuitori.

## Istoric
Satul a fost menționat pentru prima dată în 1090.
Orașul a fost decorat 17 martie 1922 al războiului din 1914-1918.

## Geografie

### Așezare
Roderen face parte din districtul Thann-Guebwiller. Satul este pe drumul de la Thann la Masevaux.
Este una dintre cele 188 comune ale parcului regional de Ballons des Vosges.

### Geologie
Orașul se află pe câmpul de cărbune sub-Vosgian Stephanian.

## Evoluția populației
Evoluția numărului de locuitori este cunoscută prin recensămintele populației desfășurate în comuna din 1793. Din 2006, populațiile legale ale comunelor sunt publicate anual de INSEE. Recensământul se bazează acum pe o colecție anuală de informații, care acoperă succesiv toate teritoriile municipale pe o perioadă de cinci ani. Pentru municipalitățile cu mai puțin de 10.000 de locuitori, se efectuează un sondaj de recensământ al întregii populații la fiecare cinci ani, populațiile legale ale anilor intermediari fiind estimate prin interpolare sau extrapolare. Pentru municipalitate, primul recensământ cuprinzător în cadrul noului sistem a fost realizat în 2005.
În 2015, municipalitatea avea 894 de locuitori, o scădere cu 0,11% față de 2010 (Haut-Rhin: + 1,71%, Franța, cu excepția Mayotte: + 2,44%).
| An        | 1975 | 1982 | 1990 | 1999 | 2006 | 2009 |
| --------- | ---- | ---- | ---- | ---- | ---- | ---- |
| Populație | 682  | 769  | 817  | 863  | 864  | 885  |